# Gars am Inn

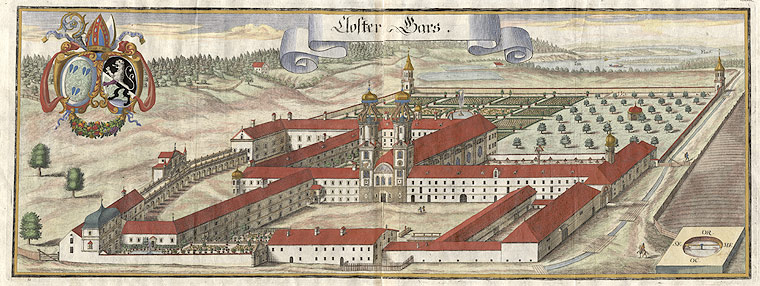
Klasztor Gars na początku XVIII wieku

Gars am Inn, Gars a.Inn – gmina targowa w Niemczech, w kraju związkowym Bawaria, w rejencji Górna Bawaria, w regionie Südostoberbayern, w powiecie Mühldorf am Inn, siedziba wspólnoty administracyjnej Gars am Inn. Leży około 21 km na południowy zachód od Mühldorf am Inn, nad Innem, przy linii kolejowej Rosenheim - Landshut.

## Dzielnice
- Au am Inn
- Gars-Bahnhof
- Gars am Inn
- Lengmoos
- Mittergars
- Klostergars

## Demografia
| Rok  | Liczba mieszk. |
| ---- | -------------- |
| 1970 | 3 835          |
| 1987 | 3 585          |
| 2000 | 3 761          |
| 2005 | 3 851          |

### Struktura wiekowa
Dane o ludności z 31 grudnia 2008:
| Opis                                | Ogółem | Ogółem | Kobiety | Kobiety | Mężczyźni | Mężczyźni |
| ----------------------------------- | ------ | ------ | ------- | ------- | --------- | --------- |
| Jednostka                           | osób   | %      | osób    | %       | osób      | %         |
| Populacja                           | 3818   | 100    | 1870    | 48,98   | 1948      | 51,02     |
| Wiek przedprodukcyjny (0–17 lat)    | 766    | 20,06  | 357     | 9,35    | 409       | 10,71     |
| Wiek produkcyjny (18–65 lat)        | 2315   | 60,63  | 1110    | 29,07   | 1205      | 31,56     |
| Wiek poprodukcyjny (powyżej 65 lat) | 737    | 19,3   | 403     | 10,56   | 334       | 8,75      |

## Polityka
Wójtem gminy jest Norbert Strahllechner z FWG, wcześniej urząd ten obejmował Georg Otter, rada gminy składa się z 16 osób.
|      | CSU | FWG | PLWBGB | FWGL | FWGAaI | FWGM | Razem |
| 2008 | 3   | 4   | 3      | 2    | 2      | 2    | 16    |
| 2002 | 3   | 4   | 3      | 2    | 2      | 2    | 16    |

## Współpraca
Miejscowość partnerska:
- Gars am Kamp, Austria

## Oświata
W gminie znajduje się przedszkole (90 miejsc), szkoła podstawowa z Hauptschule (31 nauczycieli, 432 uczniów) i gimnazjum (65 nauczycieli i 1 074 uczniów).